# تتسو اینادا
تتسو اینادا (انگلیسی: Tetsu Inada؛ زادهٔ ۱ ژوئیهٔ ۱۹۷۲) صداپیشه، خواننده و بازیگر اهل ژاپن است. وی از سال ۱۹۹۴ میلادی تاکنون مشغول فعالیت بوده‌است.